# Théorie de la localisation
La théorie de la localisation s'intéresse à la localisation géographique des activités économiques.  Elle est devenue une partie intégrante de la géographie économique, des sciences régionales et de l'économie spatiale. La théorie de la localisation répond à la question : quelles activités économiques se localisent où et pourquoi ?  
La théorie de la localisation se base principalement sur la théorie microéconomique, notamment sur l'hypothèse que les acteurs économiques agissent dans leur propre intérêt.  Conséquemment, les firmes choisissent des situations qui maximisent leurs profits et les individus choisissent celles qui maximisent leur utilité. 

## Origines
Même si certains chercheurs plus anciens devraient recevoir quelques crédits  (Richard Cantillon, Etienne Bonnot de Condillac, David Hume, Sir James D. Steuart, et David Ricardo), c’est surtout à partir du premier livre Der Isolierte Staat de Johann Heinrich von Thünen en 1826 qu’on peut situer la naissance de la théorie de la localisation,.  D’ailleurs, le principal spécialiste des sciences régionales Walter Isard a nommé von Thünen le père de la théorie de la localisation.  Dans Der Isolierte Staat, von Thünen a noté que le coût de transport des biens consume une partie de la rente économique de Ricardo.  Il a noté que parce que ces coûts de transport et la rente économique varient suivant les biens, la distance du marché résulte en différentes utilisations du sol et en différentes intensités de cette utilisation.
À partir de von Thünen, une sorte d’hégémonie allemande s’est installée dans la théorie de la localisation, notamment avec le livre Die Zentralen Orte in Sűddeutschland de Walter Christaller en 1933, lequel a formulé une grande partie de ce que nous connaissons aujourd’hui comme la théorie des lieux centraux.  Une contribution notable a été apportée par Alfred Weber, qui a publié Über den Standort der Industrien en 1909.  À partir d’un modèle semblable à une structure physique adaptée des idées de Pierre Varignon (Varignon frame), Weber a appliqué les tarifs du transport ferroviaire des matières premières et des produits finis à la fonction de production des produits finis pour développer un algorithme qui détermine la situation optimale pour une usine, ce qui l'a conduit à formuler le célèbre problème de Weber.  Il a aussi introduit les distorsions induites par la main-d’œuvre ainsi que par les forces d’agglomération et de désagglomération. Weber a ensuite discuté le groupement des unités de production, anticipant les zones de marché de Lösch. 
Avant les travaux d’Alfred Weber, Carl Wilhelm Friedrich Launhardt a conçu une grande partie de ce pour quoi Weber a reçu crédit.  De plus, ses contributions sont curieusement plus modernes dans leur contenu analytique  que celles de Weber. Ceci indique que Launhardt était en avance sur son temps et qu’il n’a simplement pas été compris de la plupart de ses contemporains.  Il n’est pas sûr que Weber ait connu les publications de Launhardt.  Weber a certainement été influence par d’autres, en particulier Wilhelm Roscher et Albert Schäffle, qui a probablement lu l’œuvre de Launhardt.  Quoi qu’il en soit, la pensée dans le domaine de la localisation ne s’est développée qu’après la publication du livre de Weber.